# Wyspa dzieci (album)
Wyspa dzieci – album zespołu 2 plus 1, wydany w 1975 roku przez Polskie Nagrania „Muza”.

## Ogólne informacje
Była to druga płyta w karierze zespołu, stylistycznie nawiązująca do debiutanckiego albumu, Nowy wspaniały świat. Za muzykę do większości utworów odpowiadał Janusz Kruk, natomiast teksty napisali Marek Dutkiewicz, Wojciech Młynarski, Ernest Bryll i Jonasz Kofta. Wyspa dzieci jest koncepcyjną płytą i w zamyśle Janusza Kruka miała tworzyć zwartą, spójną całość. Jej teksty opowiadają o problemach dzieci i młodzieży.
Płyta odniosła sukces komercyjny i zdobyła liczne pochwały ze strony krytyków. Wiele utworów stało się przebojami, m.in. „Kołysanka matki”, którą zespół wywalczył III miejsce na festiwalu w Sopocie w 1974 roku, „Gwiazda dnia” z filmu W pustyni i w puszczy czy piosenka tytułowa.
W 2001 roku wydano reedycję albumu na płycie kompaktowej. Od wielu lat krążek ten nie jest wznawiany, dlatego stał się okazem unikatowym wśród kolekcjonerów.

## Lista utworów
Strona A
| 1. | „Wyspa dzieci”           | 4:05  |
|    |                          |       |
| 2. | „Gdzieś w sercu na dnie” | 2:35  |
|    |                          |       |
| 3. | „Kołysanka matki”        | 4:45  |
|    |                          |       |
| 4. | „Coraz bliżej dom”       | 3:25  |
|    |                          |       |
| 5. | „Na luzie”               | 3:20  |
|    |                          |       |
|    |                          | 18:10 |
|    |                          |       |
Strona B
| 1. | „Bez pieniędzy”            | 3:50  |
|    |                            |       |
| 2. | „Na naszym piętrze nowina” | 4:00  |
|    |                            |       |
| 3. | „A my jak dzieci”          | 3:30  |
|    |                            |       |
| 4. | „Song rodziców”            | 2:45  |
|    |                            |       |
| 5. | „Setki mil”                | 3:00  |
|    |                            |       |
| 6. | "Gwiazda dnia"             | 1:50  |
|    |                            |       |
|    |                            | 18:55 |
|    |                            |       |

## Teledyski
- „Gdzieś w sercu na dnie”
- „Na luzie”

## Twórcy
2 plus 1
- Elżbieta Dmoch – wokal, mandolina, flet
- Janusz Kruk – wokal, gitara, instrumenty klawiszowe
- Andrzej Krzysztofik – gitara basowa, wokal, harmonijka ustna

Muzycy towarzyszący:
- Orkiestra PRiTV
- Zespół Wokalny Bene-Nati
- Cezary Szlązak – wokal, saksofon, klarnet
- Andrzej Wójcik – perkusja
- Adam Pilawa – instrumenty klawiszowe, skrzypce